# Perdida (capoeira)
Pour les articles homonymes, voir Perdida.
La Perdida (perdue, en portugais) est un mouvement d'esquive ou de déplacement en capoeira qui consiste à passer par-dessus l'adversaire en faisant un pas ou un petit saut.
- Exemple d'application : on commence à faire une armada avec la jambe droite, et l'adversaire avance son pied droit pour faire tomber avec une rasteira de chão. Plutôt que de terminer le mouvement, on va déposer la jambe droite avant qu'elle ne passe par-dessus l'adversaire de manière à déposer le pied dans son dos, puis on fait un pas en avant avec la jambe gauche pour se retrouver derrière l'adversaire.